# قصبة المخزن (تينزولين)
قصبة المخزن هو دُوَّار يقع بجماعة تينزولين، إقليم زاكورة، جهة درعة تافيلالت في المملكة المغربية. ينتمي الدوّار لمشيخة تينزولين التي تضم 10 دواوير. يقدر عدد سكانه بـ 1531 نسمة حسب الإحصاء الرسمي للسكان والسكنى لسنة 2004.
ارتبط تشييد قصور وقصبات منطقة تينزولين بالظروف التاريخية التي عرفتها المنطقة – فترة الحماية الفرنسية – وتوسع دائرة نفوذ القياد والأعيان. في هذا الإطار، تعتبر قصبة المخزن من المناطق المصنفة في لائحة الثراث الثقافي في المغرب.

## روابط خارجية
- البوابة الوطنية للجماعات الترابية نسخة محفوظة 12 مارس 2018 على موقع واي باك مشين.
- المندوبية السامية للتخطيط